# John H. Stracey
John Henry Stracey (* 22. September 1950 in Bethnal Green, London) ist ein ehemaliger englischer Boxer. Er war Weltmeister und Europameister bei den Profis im Weltergewicht.

## Werdegang

### Amateurlaufbahn
John H. Stracey war während seiner Amateurzeit Mitglied des Repton ABC London. Schon mit 18 Jahren qualifizierte er sich 1968 für die Teilnahme an den Olympischen Spielen in Mexiko-Stadt. Er vertrat dabei Großbritannien und startete im Leichtgewicht. In seinem ersten Kampf besiegte er dabei den Kanadier Marvin Arneson nach Punkten. Im Achtelfinale traf er dann auf Ronnie Harris aus den Vereinigten Staaten, gegen den er nach Punkten verlor. Ronnie Harris wurde dann auch Olympiasieger. 
1969 wurde John H. Stracey englischer Meister (ABA-Champion) im Halbweltergewicht. Im Endkampf besiegte er dabei Jimmy Banks.

### Profilaufbahn
Mit knapp 19 Jahren wurde John H. Stracey Berufsboxer. Sein Manager war Terry Lawless. Er bestritt seinen ersten Kampf am 17. September 1950 in Bethnal Green und schlug dabei im Super-Leichtgewicht den Ghanaer Santos Martins in der 2. Runde K.O. Von seinen ersten 23 Kämpfen als Profiboxer gewann er 22, einmal boxte er unentschieden. Dieses Unentschieden trotzte ihm am 5. Oktober 1971 der US-Amerikaner Frankie Lewis ab. Die ersten, über die Grenzen Großbritanniens hinaus bekannten Gegner, die er besiegte waren Guy Vercoutter aus Frankreich, den er am 16. November 1971 in London durch Techn. K.O. in der 7 Runde schlug und Yvon Mariolle, ebenfalls ein Franzose, den er am 25. Januar 1972 in London durch K.O. in der 4. Runde besiegte. Am 25. April 1972 musste er in London im Weltergewicht dann seine erste Niederlage hinnehmen. Der Kanadier Marshall Butler besiegte ihn dabei nach 8 Runden nach Punkten.
Trotz dieser Niederlage ging die Aufwärtsentwicklung von John H. Stracey aber ungebremst weiter. Am 10. Oktober 1972 besiegte er in London in einem Ausscheidungskampf um das Herausforderungsrecht für den britischen Meistertitel im Weltergewicht seinen englischen Konkurrenten Les Pearson durch Techn. K.O. in der 2. Runde. Seinen ersten Titelkampf um den Britischen Meistertitel am 31. Oktober 1972 verlor er jedoch gegen Bobby Arthur, England, durch Disqualifikation in der 7. Runde. In der Revanche siegte er dann am 5. Juni 1973 in London über Bobby Arthur durch K.O. in der 4. Runde und wurde damit erstmals britischer Meister im Weltergewicht.
Am 27. Mai 1974 boxte John H. Stracey im Stade-Roland-Garros in Paris als Herausforderer gegen Roger Menetrey aus Frankreich um den Europameistertitel (EBU). Er dominierte diesen Kampf von Anfang an und siegte durch Techn. K.O. in der 8. Runde. In der Weltrangliste des US-amerikanischen Box-Fachblattes „The Ring“ wurde er in der November-Ausgabe 1974 im Weltergewicht an Platz 3 geführt. Den Europameistertitel verteidigte er am 29. April 1975 in London durch einen vorzeitigen Sieg über den Schweizer Max Hebeisen. Am 6. Dezember 1975 erhielt er dann die Chance in Mexiko-Stadt gegen den zu diesem Zeitpunkt schon als Box-Legende geltenden Exil-Kubaner José Nápoles um den Weltmeistertitel des WBC im Weltergewicht zu kämpfen. Schon in der 1. Runde wurde er dabei von Jose Napoles auf die Bretter geschickt. Er erholte sich von diesem Niederschlag aber schnell und im weiteren Verlauf des Kampfes setzte sich seine überlegene Physis immer mehr durch. Bereits in der 6. Runde waren José Nápoles Augenpartien von den harten Schlägen Straceys so angeschwollen, dass er sich kaum mehr verteidigen konnte. John H. Stracey wurde daraufhin zum Tech. K.O.-Sieger ernannt und damit neuer Weltmeister (WBC). 
Er verteidigte diesen Titel am 20. März 1976 in London durch einen Techn. K.O.-Sieg in der 10. Runde über den US-Amerikaner Hedgemon Lewis erfolgreich, aber schon in seiner nächsten Titelverteidigung am 22. Juni 1976 in London verlor er diesen Titel durch eine Techn. K.O.-Niederlage in der 12. Runde gegen Carlos Palomino aus den Vereinigten Staaten.
John H. Stracey boxte danach weiter, scheiterte aber am 29. März 1977 in London bei dem Versuch wieder „groß in das Geschäft“ zu kommen durch eine Techn. K.O.-Niederlage in der 10. Runde gegen den Europameister im Super-Leichtgewicht, seinen Landsmann Dave „Boy“ Green. Seinen letzten Kampf bestritt er am 23. Mai 1978 in London. Er kam dabei zu einem K.O.-Sieg in der 9. Runde über den Franzosen Georges Warusfel.
Nach seiner Boxerlaufbahn betrieb er eine Boxschule und engagierte sich dabei stark in der Jugendarbeit. Außerdem war er auf gastronomischen Gebiet tätig und trat als Unterhaltungskünstler auf.

#### Titelkämpfe als Profiboxer
| Jahr | Ort          | um den Titel             | Gewichtsklasse | Ergebnis                                                                          |
| 1972 | London       | von Großbritannien (BBB) | Welter         | Disq.-Niederlage in der 7. Runde gegen Bobby Arthur, England                      |
| 1973 | London       | von Großbritannien (BBB) | Welter         | K.O.-Sieg in der 4. Runde über Bobby Arthur                                       |
| 1974 | Paris        | von Europa (EBU)         | Welter         | Techn. K.O.-Sieg in der 8. Runde über Roger Menetrey, Frankreich                  |
| 1975 | London       | von Europa (EBU)         | Welter         | Techn. K.O.-Sieg in der 6. Runde über Max Hebeisen, Schweiz                       |
| 1975 | Mexiko-Stadt | der Welt (WBC)           | Welter         | Techn. K.O.-Sieg in der 6. Runde über Jose Napoles, Mexiko (Kuba)                 |
| 1976 | London       | der Welt (WBC)           | Welter         | Techn. K.O.-Sieg in der 10. Runde über Hedgemon Lewis, Vereinigte Staaten         |
| 1976 | London       | der Welt (WBC)           | Welter         | Techn. K.O.-Niederlage in der 12. Runde gegen Carlos Palomino, Vereinigte Staaten |

Erläuterungen
- WBC = World-Boxing-Council
- EBU = Europäische Box-Union
- BBB = Britisch-Boxing-Board
- Linksausleger = Schlaghand ist die rechte Hand